# 斯坦尼斯拉夫·沙塔林
斯坦尼斯拉夫·谢尔盖耶维奇·沙塔林（俄语：Станислав Сергеевич Шаталин，1934年8月24日—1997年3月3日），苏联末期最著名的经济学家，深得戈尔巴乔夫总统的信任重用，是“500天计划”经济休克疗法的首席创作人。

## 简历
1934年生于列宁格勒州的普希金城，父亲谢尔盖·沙塔林曾任加里宁州党委书记、俄罗斯社会主义联邦共和国经委主任。叔父尼古拉·沙塔林曾为苏共中央书记处书记。
在莫斯科动力学院2年后，转校到莫斯科国立大学经济系，于1958年毕业。在苏联财政部研究所任经济学家。1959-1965年在苏联国家计委经济研究所从事跨社会生产部门的经济平衡工作。1963年加入苏共。1965年至1976年在苏联科学院中央经济数学研究所副主任、主任。1970年成为经济学博士。1974年11月26日成为苏联科学院通讯院士。1976年至1986年在全苏系统学研究院工作。1986-1989年在苏联科学院经济与科技进步预测研究所。1987年12月23日成为苏联科学院院士。1989年成为经济改革国家委员会成员。1990年任苏联科学院经济部院士秘书。1990年3月为首届苏联总统委员会成员，“500天”经济纲领的作者之一。1990-1991年为苏共中央委员。1991年当选为统一民主党主席。1991年12月任俄罗斯民主改革运动两主席之一。从1992年起任经济和社会改革（“改革”）国际基金会主席。俄罗斯联邦政府紧急局势和政府决议方案分析委员会成员。1994年创办"SHatalin & Co"。1995年参与创建选举联盟“祖国”。 是莫斯科斯巴达足球俱乐部名誉主席。

## 著作
- V. Peshekhonov SS SHatalin. 社会生产的部门结构（The branch structure of social production）. - M .: Economics, 1965.
- SS SHatalin. 社会生产的比例性（Proportionality of social production）. - M .: Economics, 1968.
- SS SHatalin. The principles and problems of optimal planning of the national economy. - M., 1971.
- SS SHatalin. Intensive type of socialist expanded reproduction. - M .: Knowledge about of the Russian Federation, 1978. - 45 s.
- SS SHatalin. The economy of the USSR - a single economic complex. - M .: Knowledge of of 1980.
- SS SHatalin. The functioning of the economy of the developed socialism. - M., 1982
- KI Mikulski, VZ Rogovin, SS SHatalin. Social Policy Committee. - M .: Politizdat, 1987. - 351 p.
- Yegor Gaidar, S. SHatalin. Economic reform: causes, trends and problems. - Economy. - M., 1989. - 110 p. - 70 000 copies.